# 2021 a sportban
2021 a sportban a 2021-as év fontosabb sporteseményeit tartalmazza.

## Események

### Január
| Dátum                                | Sportág                    | Esemény                                             | Helyszín                                                                          |
| ------------------------------------ | -------------------------- | --------------------------------------------------- | --------------------------------------------------------------------------------- |
| 2020. december 15. – 2021. január 2. | Darts                      | 2021-es PDC-dartsvilágbajnokság                     | Alexandra Palace , London, Anglia                                                 |
| január 3–17.                         | tereprali                  | 2021-es Dakar-rali                                  |                                                                                   |
| 2020. december 25. – 2021. január 5. | Jégkorong                  | 2021-es U20-as jégkorong-világbajnokság             | Edmonton, Kanada                                                                  |
| 2020. december 29. – 2021. január 6. | Síugrás                    | 2021-es négysánc-verseny                            |                                                                                   |
| január 14–31.                        | Kézilabda                  | 2021-es férfi kézilabda-világbajnokság              | Egyiptom                                                                          |
| január 16–17.                        | Gyorskorcsolya             | 2021-es gyorskorcsolya-Európa-bajnokság             | Heerenveen, Hollandia                                                             |
| január 22–24.                        | Rövidpályás gyorskorcsolya | 2021-es rövidpályás gyorskorcsolya-Európa-bajnokság | Gdańsk, Lengyelország                                                             |
| január 23.                           | Labdarúgás                 | 2020-as Copa Sudamericana-döntő                     | Estadio Mario Alberto Kempes, Córdoba, Argentína                                  |
| január 29–31.                        | Darts                      | 2021-es Masters                                     | Marshall Arena, Milton Keynes, Anglia                                             |
| január 30–31.                        | Autóverseny                | 2021-es daytonai 24 órás verseny                    | Daytona International Speedway, Daytona Beach, Florida, Amerikai Egyesült Államok |
| január 31.                           | Amerikai futball           | 2021-es Pro Bowl                                    | Allegiant Stadion, Paradise, Nevada, Amerikai Egyesült Államok                    |
| január 31.                           | Labdarúgás                 | 2020-as Copa Libertadores-döntő                     | Maracanã Stadion, Rio de Janeiro, Brazília                                        |

### Február
| Dátum                 | Sportág        | Esemény                                            | Helyszín                       |
| --------------------- | -------------- | -------------------------------------------------- | ------------------------------ |
| február 8–21.         | Tenisz         | 2021-es Australian Open                            | Melbourne, Ausztrália          |
| február 9–21.         | Alpesisí       | 2021-es alpesisí-világbajnokság                    | Cortina d’Ampezzo, Olaszország |
| február 10–21.        | Biatlon        | 2021-es sílövő-világbajnokság                      | Szlovénia                      |
| február 16–20.        | Tollaslabda    | 2021-es tollaslabda vegyes csapat Európa-bajnokság | Vantaa, Finnország             |
| február 22–március 7. | Északisí       | 2021-es északisí-világbajnokság                    | Oberstdorf, Németország        |
| február 25–28.        | Gyorskorcsolya | 2021-es gyorskorcsolya-világbajnokság              | Peking, Kína                   |
| február 26–március 7. | Sportlövészet  | Elhalasztva 2021-es légfegyveres-Európa-bajnokság  | Lohja, Finnország              |

### Március
| Dátum          | Sportág                    | Esemény                                           | Helyszín                                                      |
| -------------- | -------------------------- | ------------------------------------------------- | ------------------------------------------------------------- |
| március 4–7.   | Atlétika                   | 2021-es fedett pályás atlétikai Európa-bajnokság  | Toruń, Lengyelország                                          |
| március 7.     | Kosárlabda                 | 2021-es NBA All-Star Gála                         | State Farm Arena, Atlanta, Georgia, Amerikai Egyesült Államok |
| március 5–7.   | Rövidpályás gyorskorcsolya | 2021-es rövidpályás gyorskorcsolya-világbajnokság | Dordrecht, Hollandia                                          |
| március 20–28. | Curling                    | 2021-es női curling-világbajnokság                | Schaffhausen, Svájc                                           |
| március 22–28. | Műkorcsolya                | 2021-es műkorcsolya- és jégtánc-világbajnokság    | Stockholm, Svédország                                         |
| március 28.    | Formula–1                  | 2021-es Formula–1 bahreini nagydíj                | Bahrain International Circuit, Szahír, Bahrein                |

### Április
| Dátum               | Sportág           | Esemény                                                                       | Helyszín                                          |
| ------------------- | ----------------- | ----------------------------------------------------------------------------- | ------------------------------------------------- |
| április 3–11.       | Curling           | 2021-es férfi curling-világbajnokság                                          | Calgary, Kanada                                   |
| április 7–17.       | Jégkorong         | 2021-es női jégkorong-világbajnokság                                          | Halifax, Truro Kanada                             |
| április 8–10.       | Szinkronkorcsolya | 2021-es szinkronkorcsolya-világbajnokság                                      | Zágráb, Horvátország                              |
| április 8–10.       | Taekwondo         | 2021-es taekwondo-Európa-bajnokság                                            | Szófia, Bulgária                                  |
| április 9–11.       | Evezés            | 2021-es evezős-Európa-bajnokság                                               | Varese, Olaszország                               |
| április 11.         | Formula–1         | Elmaradt / 2021-es Formula–1 kínai nagydíj                                    | Shanghai International Circuit, Sanghaj, Kína     |
| április 13–18.      | Tenisz            | Elhalasztva 2020–21-es Billie Jean King-kupa-finálé                           | Budapest, Magyarország                            |
| április 18.         | Formula–1         | 2021-es Formula–1 emilia-romagnai nagydíj                                     | Autodromo Enzo e Dino Ferrari, Imola, Olaszország |
| április 18.         | Labdarúgás        | Bejelentik az Európai Szuperliga megalapítását                                | EU                                                |
| április 19–25.      | Birkózás          | 2021-es birkózó-Európa-bajnokság                                              | Varsó, Lengyelország                              |
| április 19–28.      | Sakk              | Sakkvilágbajnokjelöltek versenye (a 2020-ban félbeszakadt verseny folytatása) | Jekatyerinburg, Oroszország                       |
| április 21–25.      | Torna             | 2021-es tornász-Európa-bajnokság                                              | Bázel, Svájc                                      |
| április 25.         | Formula–1         | Elmaradt / 2021-es Formula–1 vietnámi nagydíj                                 | Hanoi Street Circuit, Hanoi, Vietnám              |
| április 30–május 2. | Cselgáncs         | 2021-es cselgáncs-Európa-bajnokság                                            | Lisszabon, Portugália                             |

### Május
| Dátum              | Sportág       | Esemény                                     | Helyszín                                                |
| ------------------ | ------------- | ------------------------------------------- | ------------------------------------------------------- |
| május 2.           | Formula–1     | 2021-es Formula–1 portugál nagydíj          | Algarve International Circuit, Portimão, Portugália     |
| május 5.           | Labdarúgás    | 2021-es magyar labdarúgókupa-döntő          | Puskás Aréna, Budapest, Magyarország                    |
| május 7–9.         | Kajak-kenu    | 2021-es szlalom kajak-kenu Európa-bajnokság | Ivrea, Olaszország                                      |
| május 8–30.        | Kerékpár      | 2021-es Giro d’Italia                       | Olaszország                                             |
| május 9.           | Formula–1     | 2021-es Formula–1 spanyol nagydíj           | Circuit de Barcelona-Catalunya, Montmeló, Spanyolország |
| május 10–23.       | Úszás         | 2020-as úszó-Európa-bajnokság               | Budapest, Magyarország                                  |
| május 12–16.       | Kerékpár      | 2021-es Tour de Hongrie                     | Magyarország                                            |
| május 16.          | Labdarúgás    | 2021-es UEFA női bajnokok ligája-döntő      | Göteborg, Svédország                                    |
| május 19–23.       | Karate        | 2021-es karate-Európa-bajnokság             | Poreč, Horvátország                                     |
| május 21–június 6. | Jégkorong     | 2021-es IIHF jégkorong-világbajnokság       | Riga                                                    |
| május 23.          | Formula–1     | 2021-es Formula–1 monacói nagydíj           | Circuit de Monaco, Monte-Carlo, Monaco                  |
| május 23–június 6. | Sportlövészet | 2021-es sportlövő-Európa-bajnokság          | Eszék, Horvátország                                     |
| május 23–június 6. | Tenisz        | 2021-es Roland Garros                       | Párizs, Franciaország                                   |
| május 26.          | Labdarúgás    | 2021-es Európa-liga-döntő                   | Gdańsk, Lengyelország                                   |
| május 31–június 6. | Labdarúgás    | 2021-es U21-es labdarúgó-Európa-bajnokság   | Magyarország, Szlovénia                                 |

### Június
| Dátum                 | Sportág   | Esemény                                      | Helyszín                                         |
| --------------------- | --------- | -------------------------------------------- | ------------------------------------------------ |
| június 6.             | Formula–1 | 2021-es Formula–1 azeri nagydíj              | Baku City Circuit, Baku, Azerbajdzsán            |
| június 13.            | Formula–1 | Elmaradt / 2021-es Formula–1 kanadai nagydíj | Circuit Gilles Villeneuve, Montréal, Kanada      |
| június 20.            | Formula–1 | 2021-es Formula–1 francia nagydíj            | Circuit Paul Ricard, Le Castellet, Franciaország |
| június 27.            | Formula–1 | 2021-es Formula–1 stájer nagydíj             | Red Bull Ring, Spielberg, Ausztria               |
| június 28.–július 11. | Tenisz    | 2021-es wimbledoni teniszbajnokság           | Wimbledon, London, Egyesült Királyság            |

### Július
| Dátum                   | Sportág    | Esemény                                     | Helyszín                                                       |
| ----------------------- | ---------- | ------------------------------------------- | -------------------------------------------------------------- |
| július 4.               | Formula–1  | 2021-es Formula–1 osztrák nagydíj           | Red Bull Ring, Spielberg, Ausztria                             |
| július 12.–augusztus 6. | Sakk       | 2021-es sakkvilágkupa (nyílt és női)        | Szocsi, Oroszország                                            |
| július 13.              | Baseball   | 2021-es Major League Baseball All-Star Gála | Coors Field, Denver, Colorado, Amerikai Egyesült Államok       |
| július 18.              | Formula–1  | 2021-es Formula–1 brit nagydíj              | Silverstone Circuit, Silverstone, Nagy-Britannia               |
| július 29.              | Kosárlabda | 2021-es NBA-draft                           | Brooklyn Center, Brooklyn, New York, Amerikai Egyesült Államok |

### Augusztus
| Dátum                        | Sportág   | Esemény                          | Helyszín                                        |
| ---------------------------- | --------- | -------------------------------- | ----------------------------------------------- |
| augusztus 1.                 | Formula–1 | 2021-es Formula–1 magyar nagydíj | Hungaroring, Mogyoród, Magyarország             |
| augusztus 6–15.              | atlétika  | 2021-es atlétikai világbajnokság | Eugene, Amerikai Egyesült Államok               |
| augusztus 29.                | Formula–1 | 2021-es Formula–1 belga nagydíj  | Circuit de Spa-Francorchamps, Stavelot, Belgium |
| augusztus 30.–szeptember 12. | Tenisz    | 2021-es US Open                  | New York, Amerikai Egyesült Államok             |

### Szeptember
| Dátum          | Sportág   | Esemény                           | Helyszín                                         |
| -------------- | --------- | --------------------------------- | ------------------------------------------------ |
| szeptember 5.  | Formula–1 | 2021-es Formula–1 holland nagydíj | Circuit Zandvoort, Zandvoort, Hollandia          |
| szeptember 12. | Formula–1 | 2021-es Formula–1 olasz nagydíj   | Autodromo Nazionale di Monza, Monza, Olaszország |
| szeptember 26. | Formula–1 | 2021-es Formula–1 orosz nagydíj   | Sochi Autodrom, Szocsi, Oroszország              |

### Október
| Dátum       | Sportág    | Esemény                                         | Helyszín                                                   |
| ----------- | ---------- | ----------------------------------------------- | ---------------------------------------------------------- |
| október 3.  | Formula–1  | Elmaradt / 2021-es Formula–1 szingapúri nagydíj | Singapore Street Circuit, Szingapúr                        |
| október 3.  | Formula–1  | 2021-es Formula–1 török nagydíj                 | Isztambul Park, Isztambul, Törökország                     |
| október 10. | Formula–1  | 2021-es Formula–1 japán nagydíj                 | Suzuka Circuit, Szuzuka, Japán                             |
| október 19. | Kosárlabda | 2021–2022-es NBA-szezon kezdete                 | Észak-Amerika                                              |
| október 24. | Formula–1  | 2021-es Formula–1 amerikai nagydíj              | Circuit of the Americas, Austin, Amerikai Egyesült Államok |
| október 31. | Formula–1  | 2021-es Formula–1 mexikóvárosi nagydíj          | Autódromo Hermanos Rodríguez, Mexikóváros, Mexikó          |

### November
| Dátum                    | Sportág   | Esemény                                       | Helyszín                                            |
| ------------------------ | --------- | --------------------------------------------- | --------------------------------------------------- |
| november 1–6.            | Tenisz    | 2020–21-es Billie Jean King-kupa-finálé       | Prága, Csehország                                   |
| november 7.              | Formula–1 | 2021-es Formula–1 brazil nagydíj              | Autódromo José Carlos Pace, São Paulo, Brazília     |
| november 10–17.          | Tenisz    | 2021-es WTA Finals                            | Guadalajara, Mexikó                                 |
| november 11–14.          | Úszás     | 2021. évi rövid pályás úszóbajnokság          | Kaposvár, Magyarország                              |
| november 21.             | Formula–1 | Elmaradt / 2021-es Formula–1 ausztrál nagydíj | Melbourne Grand Prix Circuit, Melbourne, Ausztrália |
| november 24–december 16. | Sakk      | 2021-es sakkvilágbajnokság                    | Egyesült Arab Emírségek, Dubaj                      |

### December
| Dátum          | Sportág    | Esemény                                 | Helyszín                                               |
| -------------- | ---------- | --------------------------------------- | ------------------------------------------------------ |
| december 5.    | Formula–1  | 2021-es Formula–1 szaúd-arábiai nagydíj | Jeddah Street Circuit, Dzsidda, Szaúd-Arábia           |
| december 7–17. | Súlyemelés | 2021-es súlyemelő-világbajnokság        | Taskent, Üzbegisztán                                   |
| december 12.   | Formula–1  | 2021-es Formula–1 abu-dzabi nagydíj     | Yas Marina Circuit, Abu-Dzabi, Egyesült Arab Emírségek |

## Halálozások

### Március
| Halálozás   | Név          | Nemzetiség, sportág, eredmények  | Születés |
| ----------- | ------------ | -------------------------------- | -------- |
| március 12. | Sabri Peqini | albán válogatott labdarúgó, edző | 1926     |

### Május
| Halálozás | Név              | Nemzetiség, sportág, eredmények         | Születés |
| --------- | ---------------- | --------------------------------------- | -------- |
| május 2.  | Lolly Debattista | máltai válogatott labdarúgó, edző       | 1929     |
| május 2.  | Vigh Melinda     | magyar paramászó                        | 1982     |
| május 4.  | Leslie Marr      | brit autóversenyző, Formula–1-es pilóta | 1922     |

### Október
| Halálozás   | Név               | Nemzetiség, sportág, eredmények          | Születés |
| ----------- | ----------------- | ---------------------------------------- | -------- |
| október 31. | Tony Featherstone | Calder-kupa-győztes kanadai jégkorongozó | 1949     |

### November
| Halálozás    | Név        | Nemzetiség, sportág, eredmények | Születés |
| ------------ | ---------- | ------------------------------- | -------- |
| november 17. | Tom Colley | kanadai jégkorongozó            | 1953     |